# Smorgonie (stacja kolejowa)
Smorgonie (biał: Станция Смаргонь (Smarhoń), ros: Сморгонь)) – stacja kolejowa w miejscowości Smorgonie, w obwodzie grodzieńskim, na Białorusi, obsługiwana przez mińskiej administrację Kolei Białoruskich. 
Znajduje się na linii Mińsk – Wilno, na południowo-zachodnich obrzeżach miasta Smorgonie.
Stacja powstała w XIX w. na trasie Kolei Lipawsko-Romieńskiej pomiędzy stacjami Soły a Zalesie. Obok stacji powstała spora osada kolejowa Smorgonie.